# Синьогуш острогръб гущер
Синьогуш острогръб гущер (Algyroides nigropunctatus), наричан също далматински алгироидес, е вид влечуго от семейство Гущерови (Lacertidae). Видът е незастрашен от изчезване.

## Разпространение
Разпространен е в Албания, Босна и Херцеговина, Гърция, Италия, Република Македония, Словения, Сърбия, Хърватия и Черна гора.